# Orosháza
Orosháza là một thành phố thuộc hạt Békés, Hungary. Thành phố này có diện tích 202,22 km², dân số năm 2010 là 29629 người, mật độ 147 người/km².